# ألبير كارتييه
ألبير كارتييه (22 نوفمبر 1960 بفيزول في فرنسا - ) (بالفرنسية: Albert Cartier)‏ هو مدرب كرة قدم ولاعب كرة قدم فرنسي في مركز الدفاع. لعب مع نادي ميتز ونادي نانسي.

## روابط خارجية
- ألبير كارتييه على موقع قاعدة بيانات كرة القدم.إي يو (الإنجليزية)
- ألبير كارتييه على موقع عالم كرة القدم.نت (الإنجليزية)